# 小缺齿鼹
小缺齿鼹（学名：Mogera insularis）为鼹科缺齿鼹属的动物。分布于台灣本島平地和中低海拔山區以及中国大陆的广西、海南、贵州、安徽、四川、江苏、广东、福建、浙江、湖南等地，主要生活于热带和亚热带田野。该物种的模式产地在台湾。

## 亚种
- 海南小缺齿鼹（学名：Mogera insularis hainana），Thomas于1910年命名。在中国大陆，分布于海南等地。该物种的模式产地在海南五指山市。[3]
- 台湾鼹鼠（学名：Mogera insularis insularis），指名亚种，Swinhoe于1862年命名。分布于台灣本島平地和中低海拔山區。该物种的模式产地在台湾。[4]
- 大陆小缺齿鼹（学名：Mogera insularis latouchei），Thomas于1907年命名。在中国大陆，分布于广西、贵州、安徽、四川、江苏、广东、福建、浙江、湖南等地。该物种的模式产地在福建挂墩。[5]